# Freddy Figueroa
Freddy Miguel Figueroa Ortiz (ur. 26 listopada 1994) – ekwadorski judoka. Olimpijczyk z Rio de Janeiro 2016, gdzie zajął siedemnaste miejsce w wadze ciężkiej.
Uczestnik mistrzostw świata w 2015, 2017, 2018, 2019 i 2023. Startował w Pucharze Świata w latach 2013–2016, 2018–2020, 2022 i 2023. Wicemistrz igrzysk panamerykańskich w 2015; trzeci w 2019. Zdobył sześć medali na mistrzostwach panamerykańskich w latach 2015-2024. Srebrny medalista igrzysk boliwaryjskich w 2013, 2017 i 2022. Wygrał igrzyska Ameryki Południowej w 2018 i 2022; trzeci w 2014 roku.

## Letnie Igrzyska Olimpijskie 2016
| Konkurencja | Eliminacje           | Klas. końcowa |
| Konkurencja | Przeciwnik I         | Miejsce       |
| ----------- | -------------------- | ------------- |
| +100 kg     | Kim Sung-min (KOR) P | 17.           |